# Pristimantis memorans
Eleutherodactylus memorans là một loài động vật lưỡng cư trong họ Strabomantidae, thuộc bộ Anura. Loài này được Myers & Donnelly miêu tả khoa học đầu tiên năm 1997.